# Фе (коммуна)
Фе (фр. Féy) — коммуна на северо-востоке Франции в регионе Гранд-Эст (бывший Эльзас — Шампань — Арденны — Лотарингия), департамент Мозель, округ Мец, кантон Кото-де-Мозель. До марта 2015 года коммуна административно входила в состав упразднённого кантона Верни (округ Мец-Кампань).

## Географическое положение

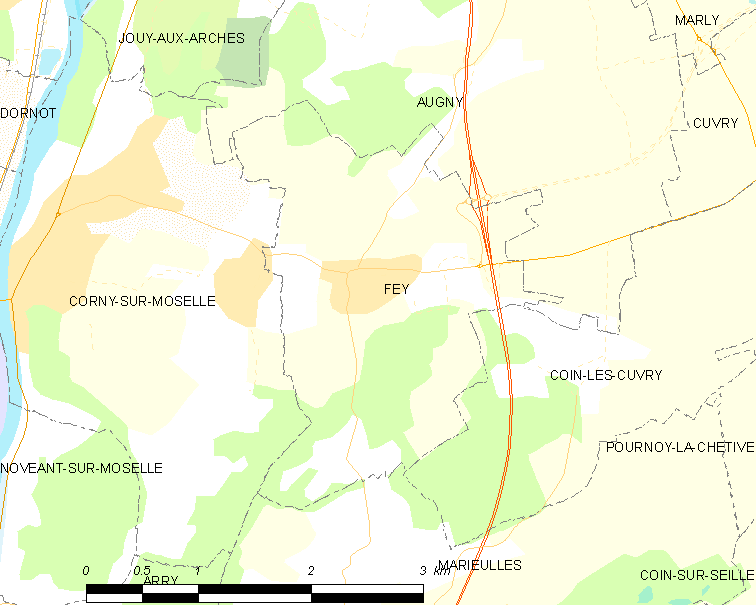
На карте

Коммуна расположена в 280 км к востоку от Парижа и в 10 км к юго-западу от Меца. Населенные пункты, расположенные рядом: Корни-сюр-Мозель, Марьёль и Оньи.
Площадь коммуны — 5,66 км², население — 590 человек (2006) с тенденцией к росту: 660 человек (2013), плотность населения — 116,6 чел/км². Ранее входила в состав Лотарингии.

## Население
Численность населения коммуны в 2008 году составляла 596 человек, в 2011 году — 593 человека, а в 2013-м — 660 человек.
| 1962 | 1968 | 1975 | 1982 | 1990 | 1999 | 2006 | 2008 | 2011 | 2013 |
| ---- | ---- | ---- | ---- | ---- | ---- | ---- | ---- | ---- | ---- |
| 215  | 236  | 285  | 500  | 487  | 574  | 590  | 596  | 593  | 660  |

Динамика населения:

## Экономика
В 2010 году из 392 человек трудоспособного возраста (от 15 до 64 лет) 302 были экономически активными, 90 — неактивными (показатель активности 77,0 %, в 1999 году — 72,1 %). Из 302 активных трудоспособных жителей работали 289 человек (149 мужчин и 140 женщин), 13 числились безработными (8 мужчин и 5 женщин). Среди 90 трудоспособных неактивных граждан 37 были учениками либо студентами, 31 — пенсионерами, а ещё 22 — были неактивны в силу других причин.

## Достопримечательности (фотогалерея)

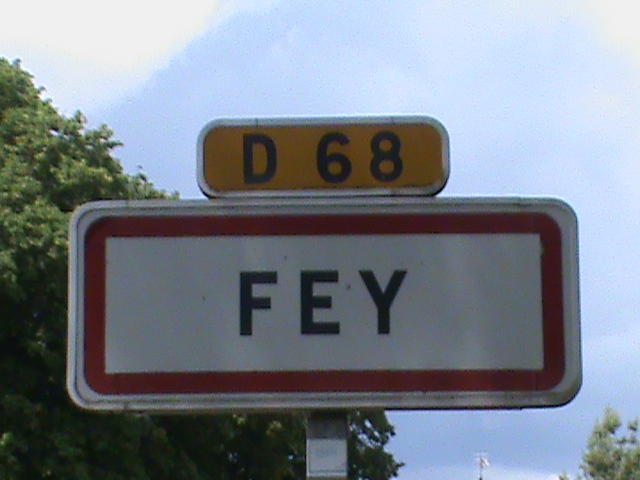
На въезде
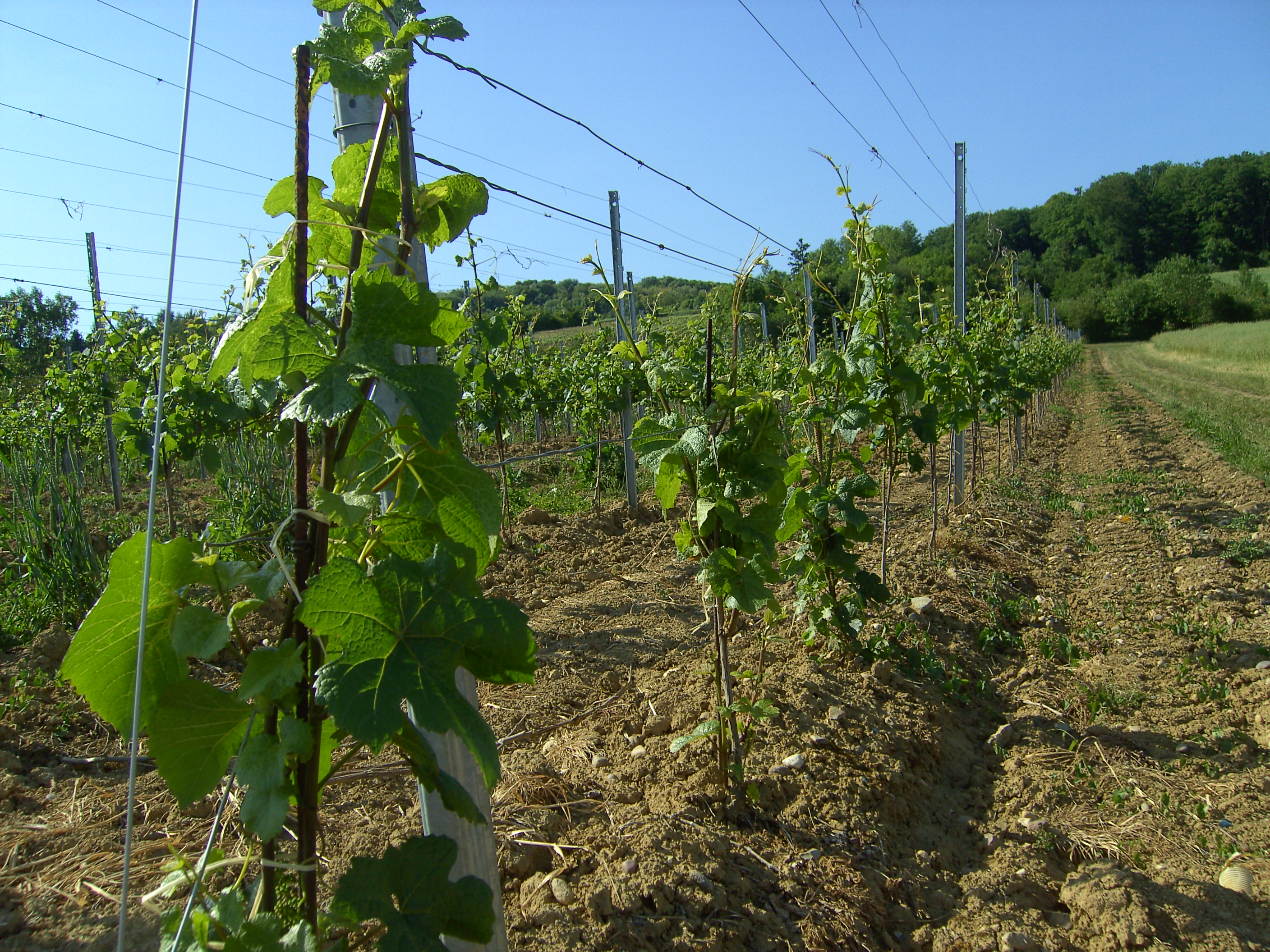
Виноградники
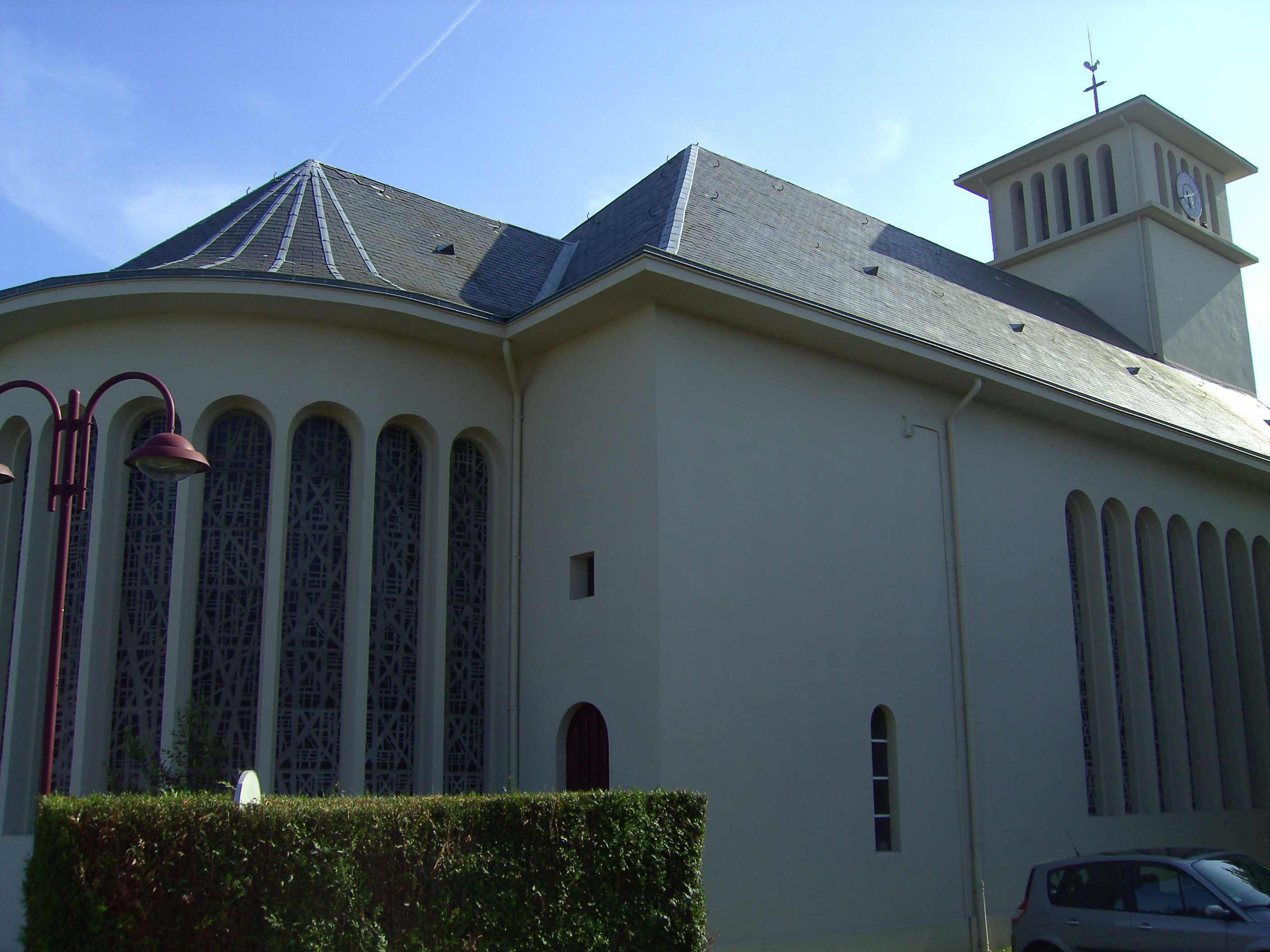
Церковь
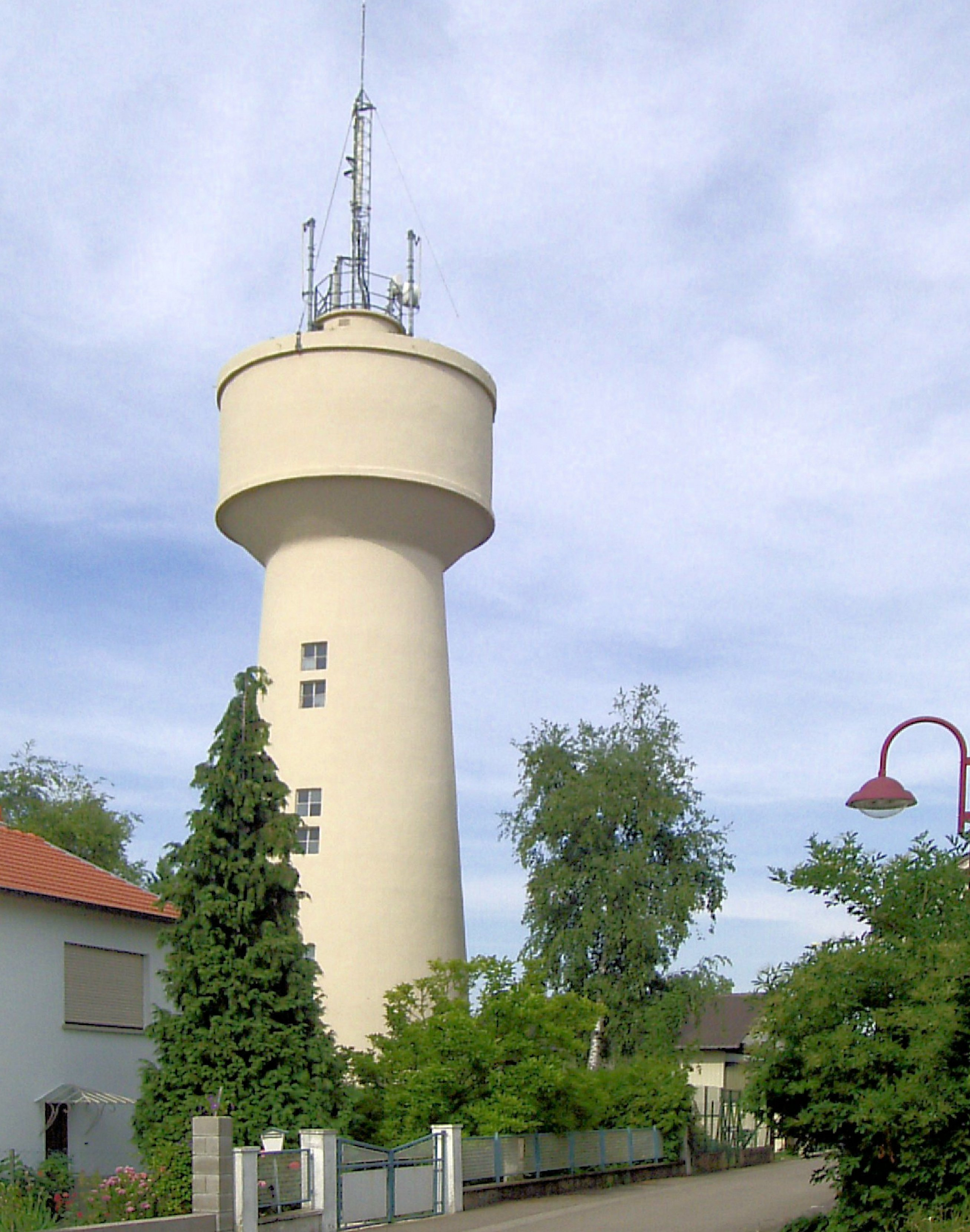
Шато